# Frekvence 1
Frekvence 1 – czeska stacja radiowa prezentująca muzykę czeską i zagraniczną od 70. do 90. lat. W Polsce stację Frekvence 1 można odbierać na południowym zachodzie kraju.